# Stadio del Conero
Het Stadio Nereo Rocco, of   Stadio del Conero is een multifunctioneel stadion in de Italiaanse stad Triëst. Het wordt vooral gebruikt voor voetbalwedstrijden en is de thuisbasis van voetbalclub US Triestina. Er is plaats voor 32.454 toeschouwers. Het stadion is vernoemd naar Nereo Rocco (1912–1979), een Italiaans voetballer en voormalig coach van Triestina en AC Milan.

## Historie
Het stadion werd geopend in 1992. De eerste wedstrijd werd gespeeld op 18 oktober 1992. Die wedstrijd ging tussen Triestina en Vis Pesaro en eindigde op een 1–0 overwinning voor Triestina. Er werd een aantal keer een internationale wedstrijd gespeeld door het Italiaans voetbalelftal. Voor de eerste keer gebeurde dat in 1992. Ook een kwalificatiewedstrijd voor het wereldkampioenschap van 1994 tussen Italië en Estland  vond er plaats op 14 april 1993 (2–0).
Op woensdag 23 november 1994 speelde Ajax in Nereo Rocco een uitwedstrijd tegen AC Milan, die met 0-2 werd gewonnen. De match werd in Triëst gespeeld na ongeregeldheden in het groepsduel Milan–Casino Salzburg. Zo werd de Oostenrijkse keeper in San Siro getroffen door een uit het publiek geworpen fles. De UEFA verordonneerde vervolgens dat de Italianen hun twee resterende thuiswedstrijden in groep D op minstens 300 kilometer afstand van Milaan moesten spelen.

## Panorama

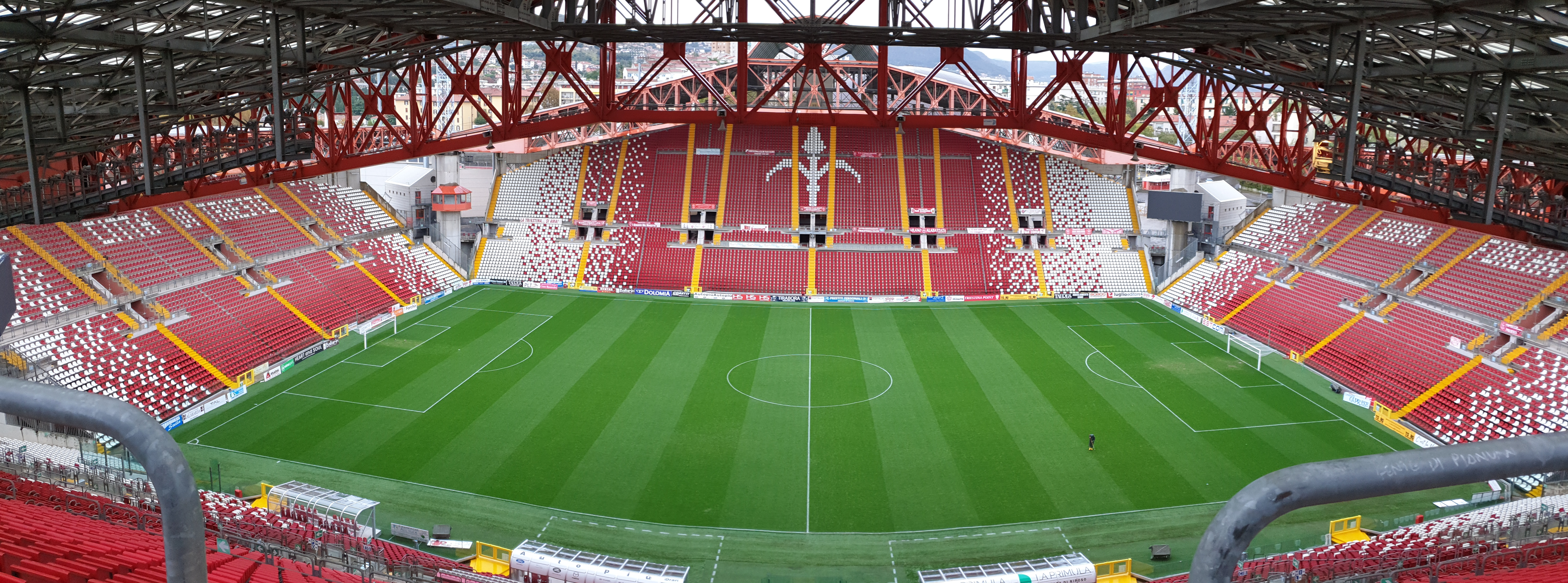
Panorama van het stadion